# Samui Times
Samui Times var og er et thailandsk online engelsksproget nyhedsmedie etableret i 2013 af Suzanne Buchanan. Oprindeligt et lokalt nyhedsmedie for de thailandske øer Koh Samui, Koh Phangan og Koh Tao med tillige national og international nyhedsdækning. I dag drives Samui Times fra Storbritannien på grund af mediets dækning af Dobbeltmordet på Koh Tao i 2014 og de senere, ifølge mediet, mystiske dødsfald på denne ø. I dag dækker Samui Times bredt thailandske nyheder via dets Facebook-profil med links til uddybende artikler i andre thailandske medier.

## Historie
Forfatteren Suzanne Buchanan begyndte at skrive, mens hun boede på Koh Samui, hvor hun ejede og drev et SCUBA-dykkerfirma, da hun begyndte at skrive for det engelsksprogede tidsskriftet The Samui Explorer. Øens to trykte 14-dags, engelsksprogede lokalaviser bad hende også skrive og da de senere begge ophørte, var det et hul i nyhedsdækning til udlændinge, hvorfor hun i 2013 etablerede online nyhedsmediet Samui Times, der hurtigt fik en stor læserskare med flere end to millioner besøgende om måneden.
I 2014 blev Samui Times internatiuonalt kendt, da nyhedsmediet dækkede dobbeltmordet på to unge britiske turister, Hannah Witheridge (23) og David Miller (24) på den nærliggende ø, Koh Tao, der ramte de internationale nyheder. Journalister fra hele verden hungrede efter information og kontaktede Samui Times for detaljer om en af tidens største historier fra Thailand (Uddybende afsnit i artiklen om Koh Tao, Dobbeltmordet i 2014). Suzanne Buchana fulgte sagen tæt og mente – ligesom flere andre nyhedsmedier – at mordene var mafia-relaterede og de to anholdte burmesiske gæstearbejdere var syndebukke.
International presseomtale eskalerede mens Samui Times skrev kritiske artikler om Koh Tao de følgende år frem til 2018, hvori mediet rejste tvivl om 5-6 yderligere dødsfald blandt turister var ulykker eller selvmord, som myndighederne påstod, eller om der lå en forbrydelse bag. Omkring januar 2015 begyndte udtryk som Island of Death og Death Island (dansk: dødens ø) at cirkulere i online medier som Reddit, ThaiVisa og Lonely Planet, hvilket Samui Times nævnte. To diskutable hændelser, en forsvundet russisk amatør freestyle dykker (dykning uden luftbeholder) i februar 2017, og en ung belgisk kvindes angivelige selvmord i april, på vej hjem efter et ophold hos en Sai Baba-menighed på naboøen Koh Phangan, som myndighederne i begge tilfælde undlod at udsende presseinformation om, blev efterfølgende rapporteret af Samui Times i henholdsvis marts og juni måned. Begge medførte massiv international presseopmærksomhed af førende nyhedsmedier i USA, Europa og Australien, især i lyset af de tidligere hændelser, og i vid udstrækning benævntes øen Koh Tao som Death Island. Også danske medier har omtalt hændelserne. I begyndelsen af juli meddelte myndighederne, at man ville sagsøge Samui Times som ansvarlig for udbredelse af benævnelsen Death Island. Den engelsksprogede avis, Bangkok Post, nedgjorde sagstruslen i en leder under overskriften, "Dødens ø sagsanlægget er en farce", og opfordrede myndighederne til at rydde enhver misforståelse af vejen, i stedet for at skræmme budbringeren.
Suzanne Buchanan måtte flygte fra Thailand af hensyn til personlig sikkerhed. Der er i øjeblikket en aktiv arrestordre på hende, hvis hun skulle vende tilbage til Thailand, som havde været hendes hjem i flere end tyve år. Hun fortæller, at hun fortsat modtager dødstrusler på grund af dækningen af dødsfald på Koh Tao og Koh Phangan. Suzanne Buchanan har i 2022 udgivet bogen The Curse of the Turtle: The True Story Of Thailand's "Backpacker Murders" (ISBN 978-1952225994).